# Comité d'usine
 (novembre 2015).
Si vous disposez d'ouvrages ou d'articles de référence ou si vous connaissez des sites web de qualité traitant du thème abordé ici, merci de compléter l'article en donnant les références utiles à sa vérifiabilité et en les liant à la section « Notes et références ».
Un comité d'usine (en russe : zavodskoy komitet, zavkom, заводской комитет, завком), fabrichny komitet, fabkom, фабричный комитет, фабком) était un conseil ouvrier russe qui devait exercer le contrôle ouvrier sous diverses formes. (Dans la langue russe, les termes "zavod" & "Fabrika" pour l'usine ne sont pas des synonymes: "zavod" désigne l'industrie lourde et "Fabrika" pour le reste). Deux significations de base distinguer.

## Révolution russe
Les comités d'usine apparaissent au cours de la Révolution russe de 1917. Ces comités ont été créés à l'origine pour superviser de la gestion des usines, et dans d'autres cas, à représenter les travailleurs, et dans certains cas, il s'agissait d'organes de contrôle ouvrier.